# Rio Hawk Creek
O rio Hawk Creek é um rio das Bahamas, na Ilha Andros.